# Poulsard

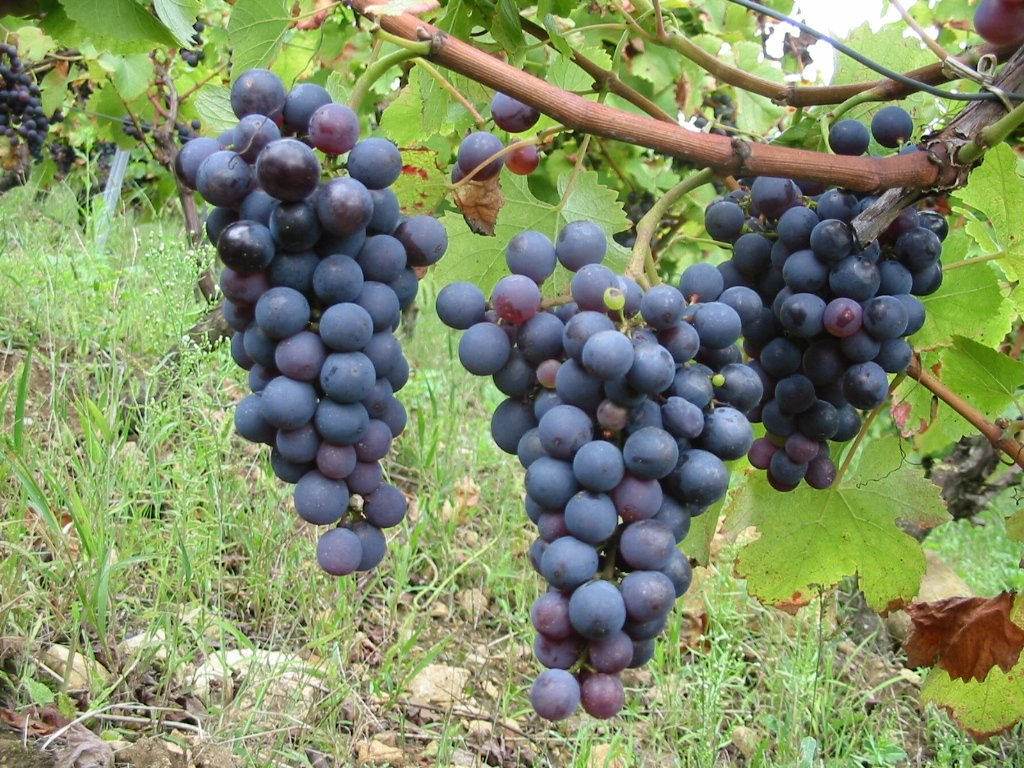
Racimos de poulsard.

La poulsard es una uva tinta de vino de la región del Jura. El nombre plussard se usa, sobre todo, en los alrededores de la ciudad de Pupillin pero puede aparecer en las estiquetas de las botellas de todo el Jura, por ser un sinónimo autorizado. Aunque se trata de una uva de piel oscura, la piel de la poulsard es muy fina y aporta poco color y pocos compuestos fenólicos. Produce un vino tinto muy claro, incluso cuando se recurre a la maceración extendida, y puede usarse para producir vino blanco. A causa de esto, la poulsard se suele mezclar con otras variedades tintas para hacer vinos rosados. Además, la uva se usa para hacer vinos blanc de noir y vinos espumosos cremants.
La poulsard es una variedad de uva autorizada en las Appellations d'Origine Contrôlées (AOCs) de Arbois, Côtes du Jura, Crémant du Jura, L'Etoile y Macvin du Jura. Fuera del Jura, la poulsard también crece en la AOC de Bugey, en el departamento de Ain, en el este de Francia.

## Regiones
La poulsard se encuentra casi exclusivamente en el este de Francia, sobre todo en el Jura, entre Borgoña y Suiza, donde ha crecido desde el siglo XV. A causa de su versatilidad y sus distintivos aromas florales, la uva fue una vez la uva más plantada en el Jura, pero tras varias dificultades viticulturales y los cambios en las modas en el mercado del vino, su número ha disminuido. No obstante, sigue siendo la segunda uva más difundida del Jura.
Es una variedad permitida en varias AOCs del Jura, entre las que están Arbois y Côtes du Jura, donde es mezclada con trousseau noir y con pinot noir para producir vinos tintos y rosados; la AOC L'Etoile, donde es usada para producir un vino blanco blanc de noir, y la AOC Crémant du Jura, donde se usa para hacer vino blanco y rosado espumoso. A las afueras del Jura, crece en la región vitícola de Bugey, cerca de Beaujolais. Ahí, la poulsard es mezclada con gamay, pinot noir y mondeuse para producir vinos tintos ligeros.

## Viticultura
Aunque la uva puede crecer en muchos terruños diferentes, en el Jura se planta normalmente en suelos de esquisto, caliza y arcilla. La vid produce racimos muy compactados con uvas ovaladas de piel fina con un colores que van del violeta claro al negro.
La vid poulsard tiende a brotar temprano, lo que la hace propensa al riesgo viticultural de la helada de comienzos de la primavera. En algunas cosechas, el coulure puede asentarse y afectar a los rendimientos (que, normalmente, son bajos). Además, esta vid es muy susceptible a diversas enfermedades, como el mildio de la vid, la podredumbre gris el oídio. Estas cuestiones, junto con su bajo contenido en compuestos fenólicos y pigmentos colorantes, han contribuido a que las plantaciones de la uva disminuyan, aunque sigue manteniendo su presencia en el Jura.
Históricamente, la poulsard también se ha utilizado en el este de Francia como uva de mesa pero su fina piel dificultaba el transporte de la uva más allá de las aldeas locales.

### Clones
A lo largo de los siglos, la vid poulsard ha desarrollado varias mutaciones que han permitido que emergieran clones de la variedad. Además de la uva tinta, hay una uva blanca y una variedad rosa de poulsard. También hay una variedad muy aromática con la piel más oscura, similar a una moscatel.

## Estilos de vinos

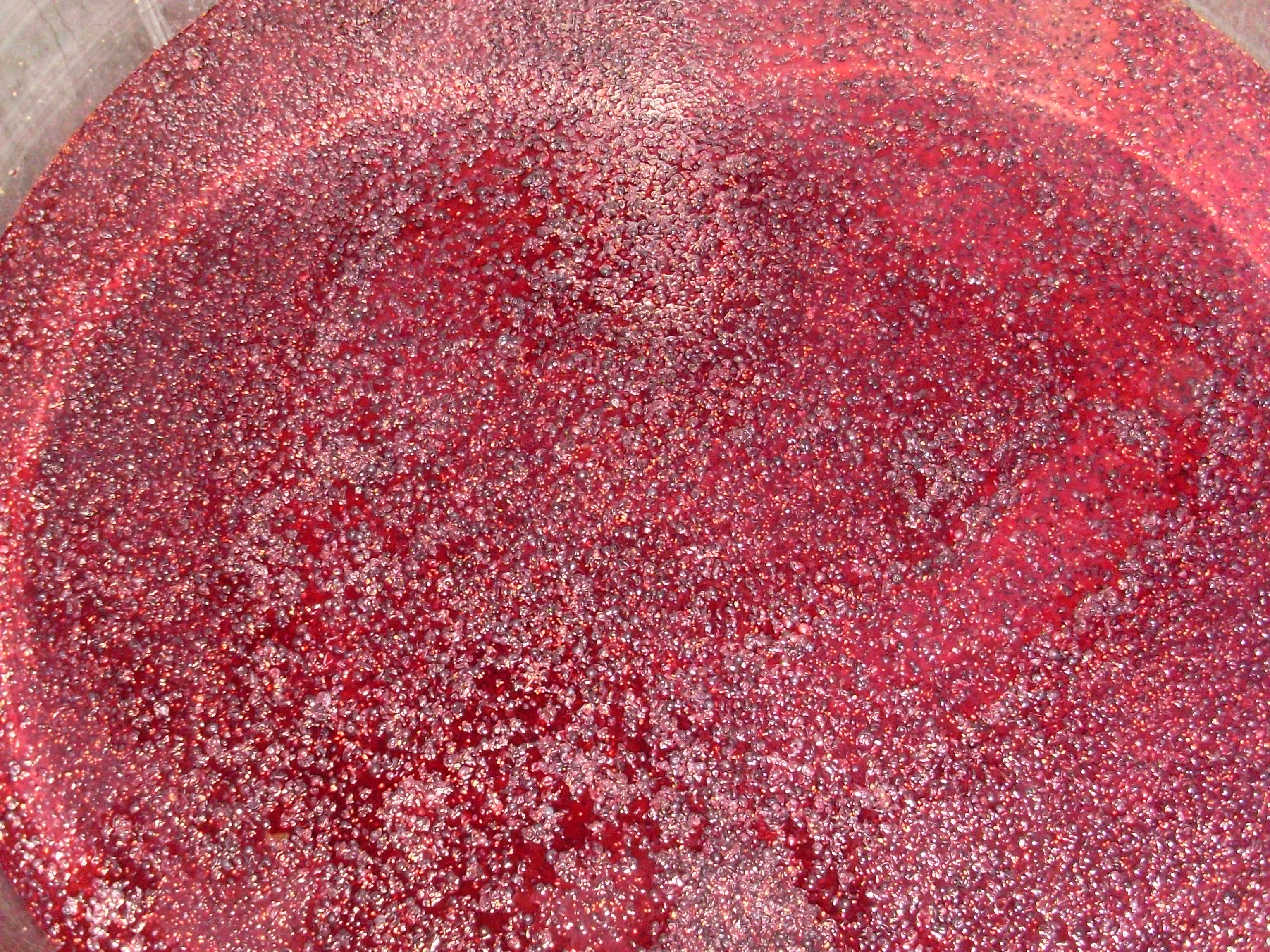
Mosto de fermentación de pinot noir, el cual tiene un color más rojizo que el de poulsard.

Aunque técnicamente es una uva para vino tinto, a veces se usa para priducir vin gris debido a la poca extracción de compuestos colorantes o por la oxidación del mosto, que da claridad aún más rápido. Aunque la mayoría de las variedades con pieles tintas contribuyen a dar color en cuestión de unas pocas horas o unos pocos días durante el proceso de maceración, en el cual la piel está en contacto con el mosto en fermentación, la cantidad de pigmento de la poulsard es tan bajo que transmite poco color al mosto incluso después de una semana de maceración extendida. Es por esto por lo que la poulsard es usada a veces para la producción de vino blanco y de vino rosado ligeramente coloreado, aunque, oficialmente, más del 80% de la cosecha del Jura se sigue usando para la producción de vino tinto.
Aunque se pueden hacer vinos varietales de poulsard, se suele mezclar con otras variedades para aumentar el color del vino. La poulsar contribuye a dar aroma a la mezcla. La poulsard se mezcla a menudo con trousseau noir, trousseau gris y con pinot noir.

## Sinónimos
Entre los sinónimos de la poulsard están: belossard, blussart, blussard blau, blussard brueh blau, blussard modry, cornelle, drille-de-coq, kleinblaettrige fingertraube, malvasier schwarz, mècle, mescle, méthie, miècle, olivette, pandouleau, pelossard, peloussard, pendulot, plant d'Arbois, pleusard, pleusart, plousard, ploussard, plussart, pulceau, pulsar, pulsard, quille de coq, raisin perley yurskii zhemchug.
El clon blanco, la poulsard blanc, comparte muchos sinónimos similares, y además se la conoce como blussard weiss, pelossart, pulsar belyi y quille de coque.